# Hlívencovité
Hlívencovité (Balanophoraceae) je čeleď vyšších dvouděložných rostlin z řádu santálotvaré (Santalales). Čeleď zahrnuje asi 50 druhů v 16 rodech. Jsou to nezelení parazité připomínající vzhledem spíše houby než rostliny. Vyskytují se v tropech celého světa.

## Popis
Zástupci čeledi hlívencovité jsou bez výjimky nezelení kořenoví parazité. K hostitelské rostlině jsou připojeny beztvarým podzemním hlízovitým útvarem, nazývaným rhizom. Nadzemní část je lysá nebo chlupatá, nejčastěji bílá, žlutavá až červená. Listy jsou obvykle přítomny jako nezelené spirálně postavené drobné šupiny. Květenství je dužnaté, klasovité, kulovitého až protáhlého tvaru. Spíše než rostlinu připomíná houbu. Květy jsou drobné, početné, jednopohlavné a pravidelné. Samčí květy jsou nejčastěji trojčetné, bezobalné nebo s vyvinutým laločnatým okvětím, s 1 nebo více tyčinkami. Tyčinky jsou volné nebo srostlé do útvaru zvaného synandrium. Samičí květy jsou bezobalné nebo se silně redukovaným laločnatým okvětím. Semeník je spodní, s 1 nebo 2 čnělkami. Jedinečným znakem čeledi je nepřítomnost komůrek v semeníku. Vajíčka jsou zanořena přímo v tkáni gynecea. Plodem je jednosemenná nažka.

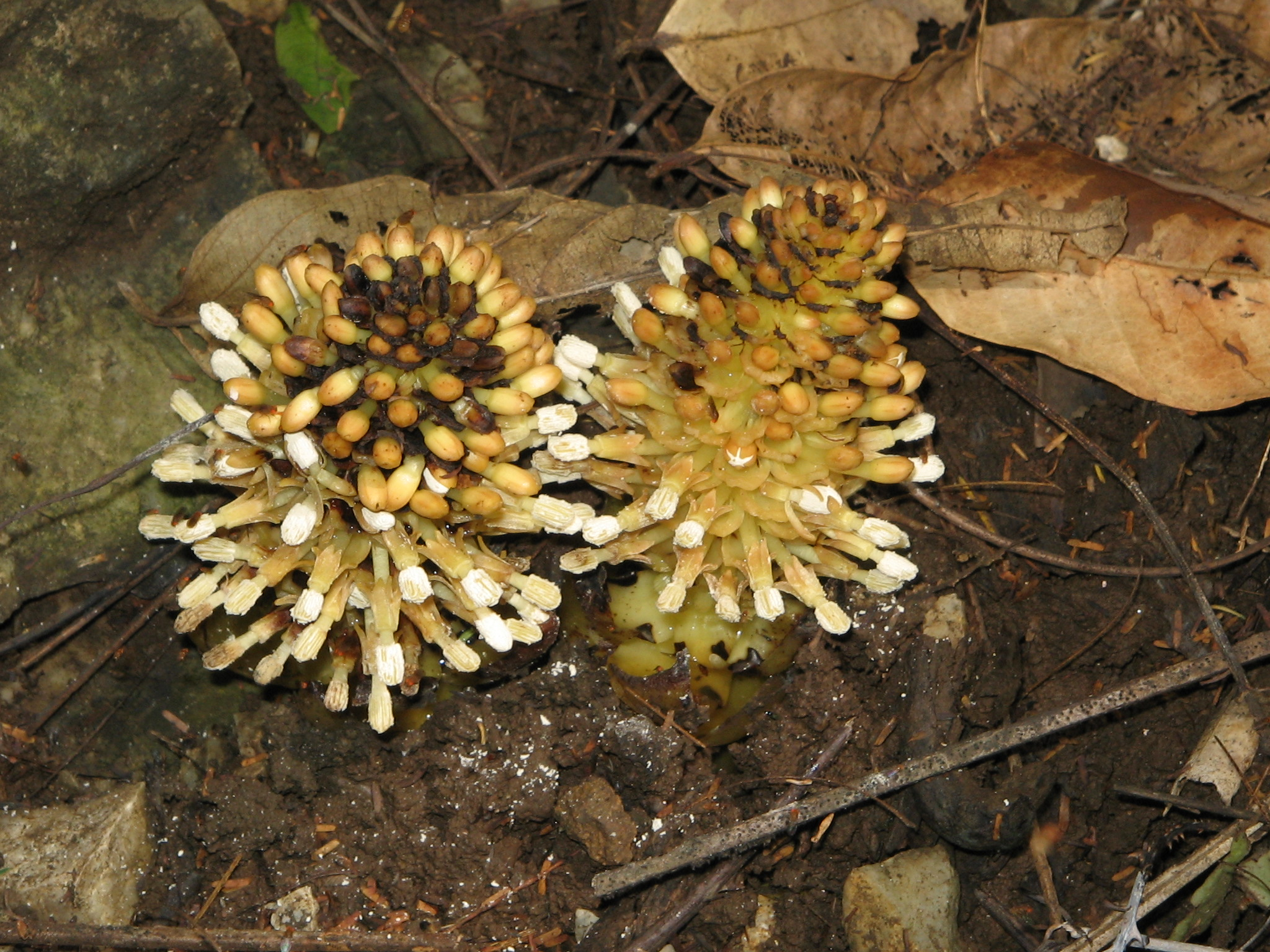
Kvetoucí hlívenec Balanophora indica
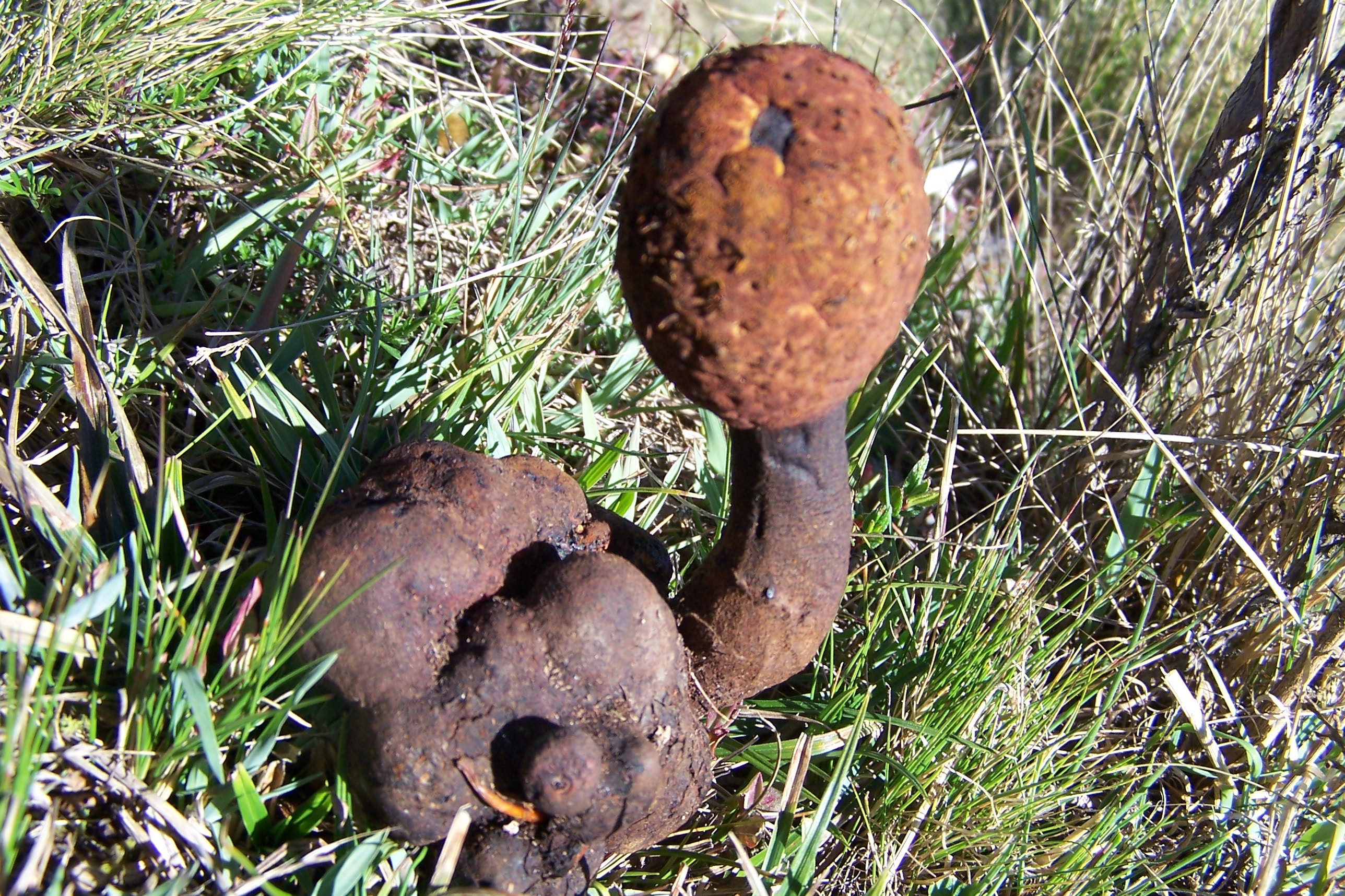
Corynaea crassa
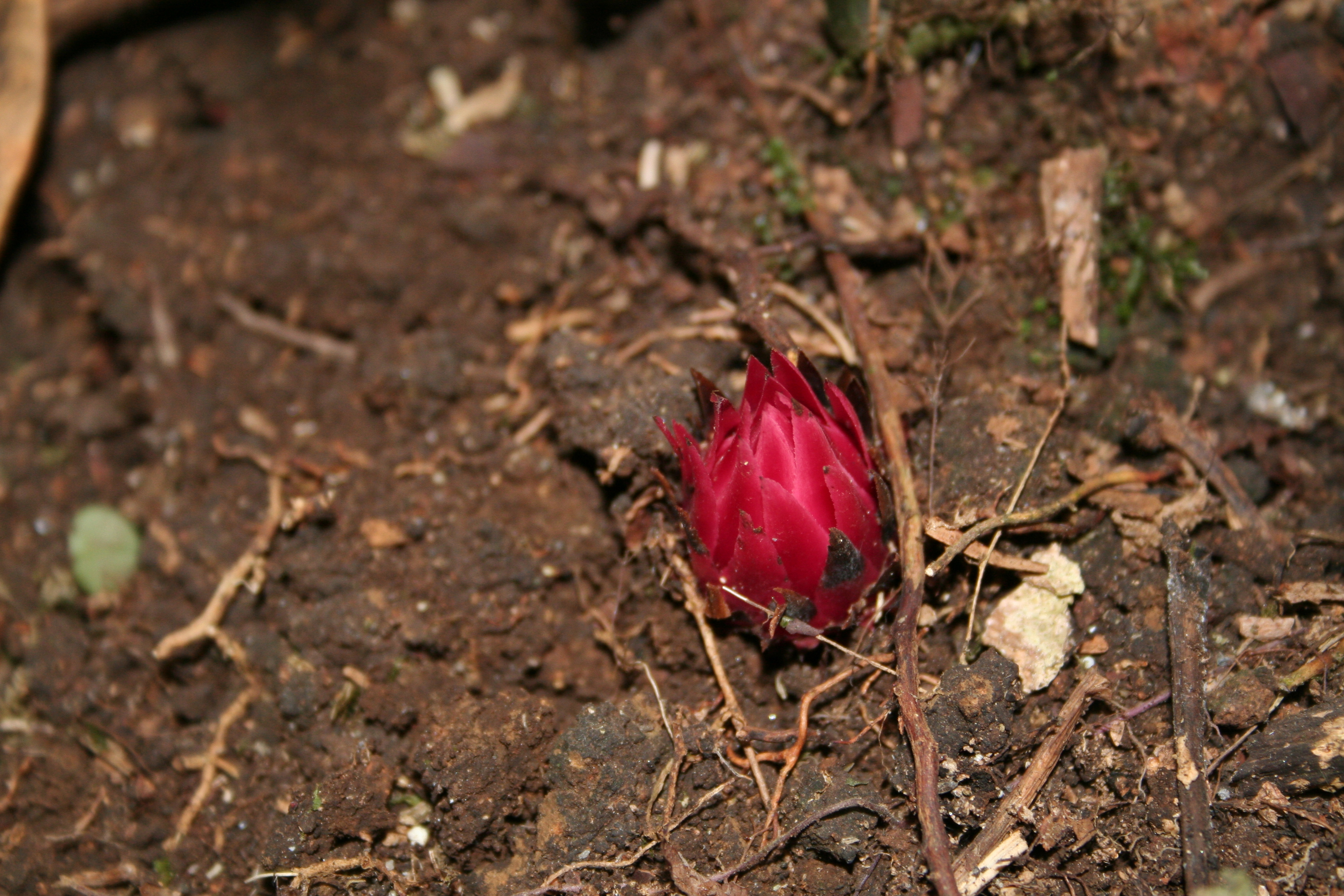
Kvetoucí Thonningia sanguinea
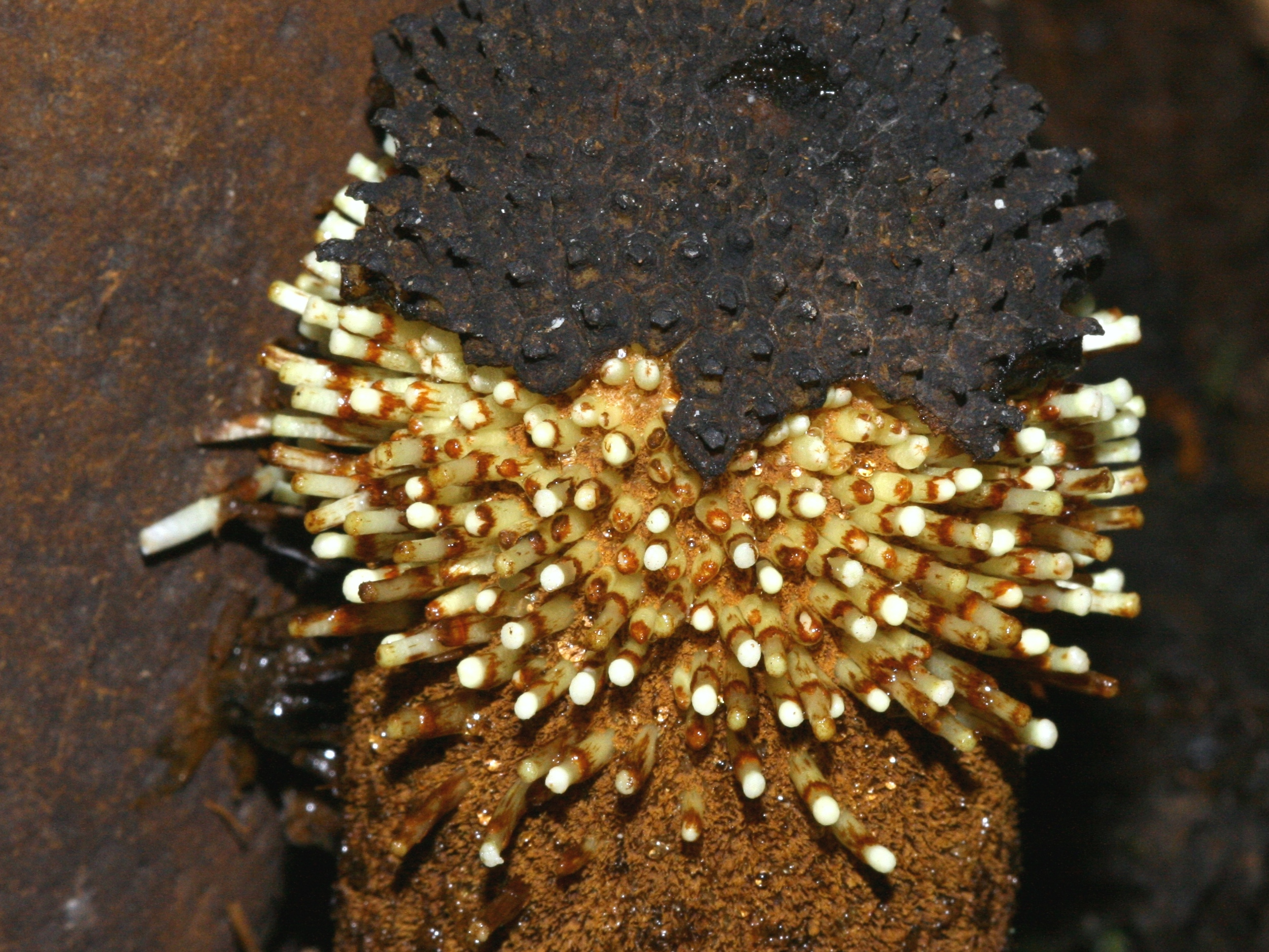
Kvetoucí Rhopalocnemis phalloides

## Rozšíření
Čeleď hlívencovité zahrnuje asi 50 druhů v 16 rodech. Na druhy nejbohatším rodem je hlívenec (Balanophora, asi 19 druhů).
Čeleď je zastoupena v tropech celého světa, některé druhy zasahují i do subtropických oblastí. Vyskytují se od nížin do hor až do nadmořských výšek okolo 4000 m.
V evropské květeně tato čeleď není zastoupena.

## Ekologické interakce
Zástupci čeledi jsou úplní a nezelení parazité, získávající živiny z kořenů hostitelských rostlin. Hostitelské rostliny jsou nejčastěji keře a stromy, méně i byliny. Druh Ombrophytum subterraneum je podzemní rostlina po celou dobu vegetace včetně kvetení a zrání semen.
O opylování a šíření semen není mnoho známo. Květy některých druhů navštěvuje hmyz, zejména mouchy, včely a brouci. Semena některých druhů šíří mravenci, u jiných jsou rozšiřována vodou.

## Taxonomie
Výzkum příbuzenských vztahů a zařazení této čeledi v taxonomickém systému je komplikován dvěma věcmi. Po morfologické stránce jsou znaky velmi silně redukovány obdobně jako u jiných obligátně parazitických rostlin. Výsledky molekulárních výzkumů nebyly použitelné kvůli potížím při sekvenování.
Balanophoraceae byly v minulosti řazeny na velmi různá místa v systému. Tachtadžjan je řadil do Magnoliidae do blízkosti dalších nezelených čeledí: Hydnoraceae a Rafflesiaceae. Někteří taxonomové je také řadili do blízkosti barotovitých (Gunneraceae). V Cronquistově systému jsou zařazeny do řádu Santalales v rámci podtřídy Rosidae.
V molekulárních systémech APG I a APG II jsou Balanophoraceae vedeny mezi čeleděmi s nejasným zařazením. Systém APG III je pak řadí do řádu Santalales bez vyjasnění bližších příbuzenských vztahů.

## Zajímavosti
Hlívenec (Balanophora) má nejmenší květy ze všech cévnatých rostlin. Mohou být tvořeny jen 50 buňkami.

## Zástupci
- hlívenec (Balanophora)
- huzanka (Helosis)
- langsdorfie (Langsdorffia)[4]

## Význam
Vosk získávaný z některých asijských zástupců je používán na svícení. Květenství některých druhů (rody Langsdorffia, Lophophytum, Ombrophytum) jsou jedlá.

## Přehled rodů
Balanophora,
Chlamydophytum,
Corynaea,
Dactylanthus,
Ditepalanthus,
Hachettea,
Helosis,
Langsdorffia,
Lathrophytum,
Lophophytum,
Mystropetalon,
Ombrophytum,
Rhopalocnemis,
Sarcophyte,
Scybalium,
Thonningia